# 3046 Molière
3046 Molière là một tiểu hành tinh vành đai chính với chu kỳ quỹ đạo là 2029.6 ngày (5.56 năm).
Nó được phát hiện ngày 24 tháng 9 năm 1960.